# Atrophaneura leytensis
Pachliopta leytensis là một loài bướm ngày thuộc họ Bướm phượng, được tìm thấy ở Philippines.
Ấu trùng ăn Aristolochia philippensis.

## Hình ảnh

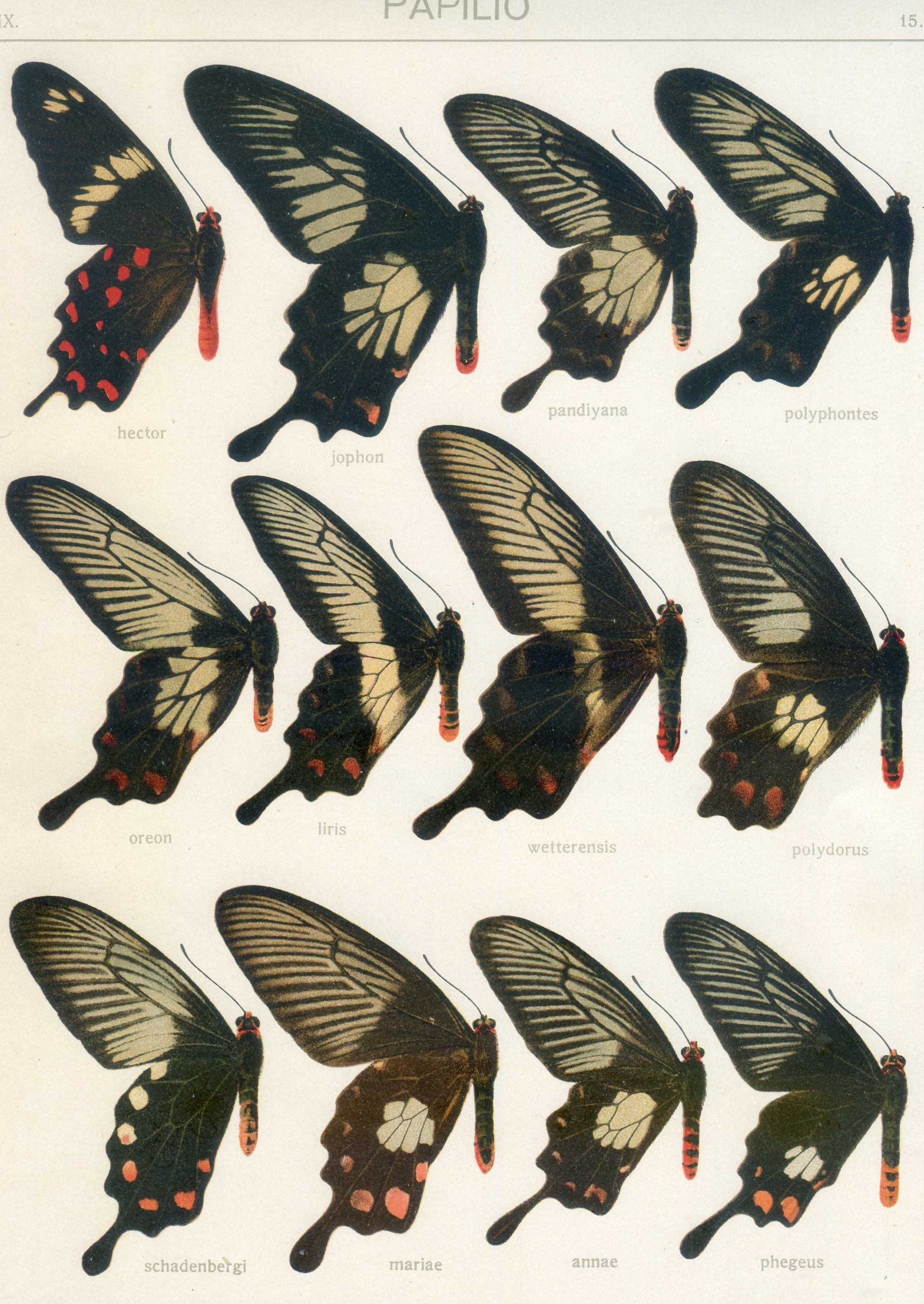